# 러시아-이란 관계

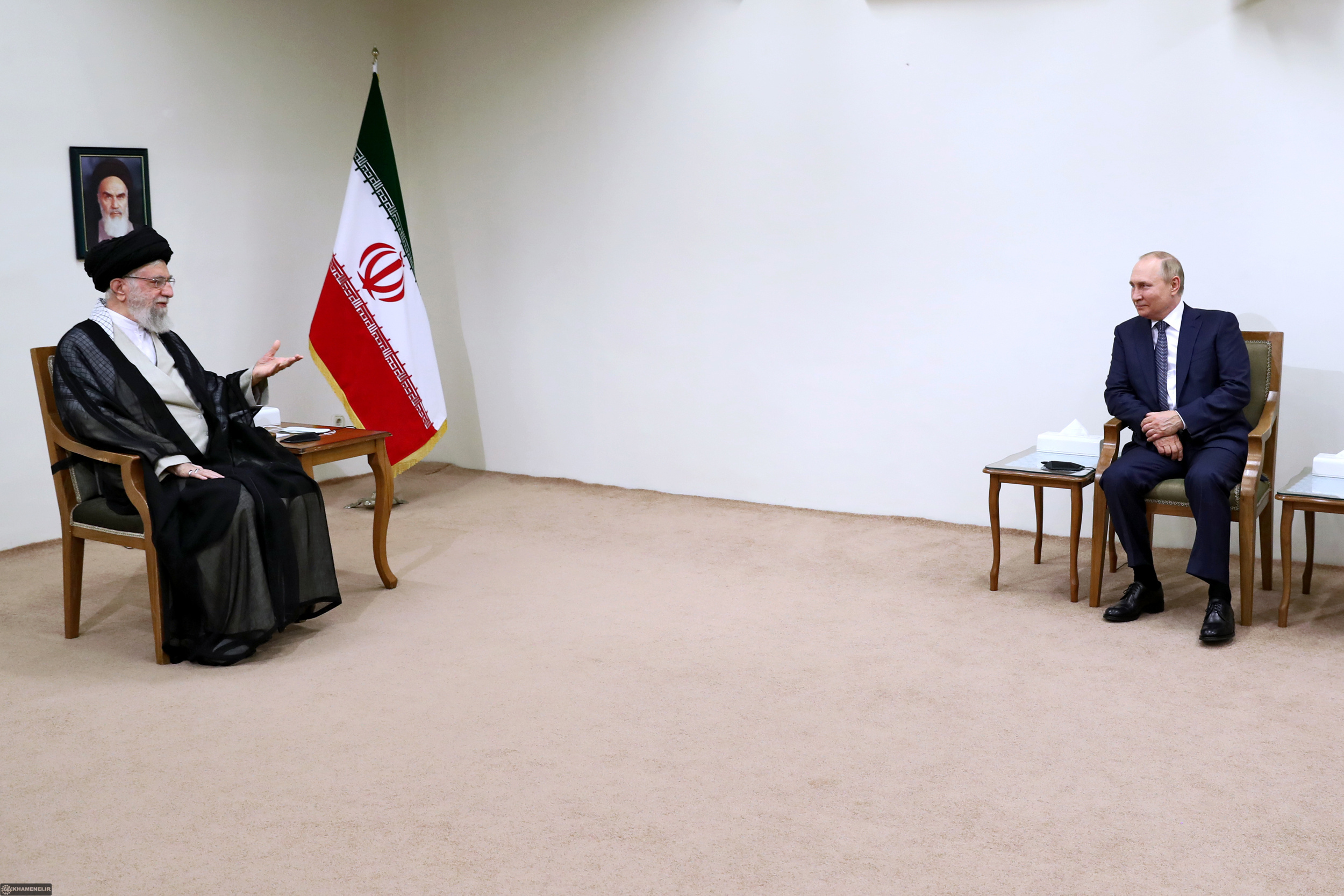
2022년 7월 19일, 러시아 대통령 블라디미르 푸틴이 테헤란을 방문하여 이란 최고지도자 아야톨라 알리 하메네이와 회담을 가졌다.

모스크바 대공국과 페르시아 제국 간의 공식적인 관계는 각각 류리크 왕조와 사파비 왕조가 집권하던 1521년에 시작되었다. 과거와 현재를 통틀어 러시아와 이란 간의 접촉은 복합적이고 다면적인 양상을 보여왔으며, 협력과 경쟁 사이를 오가는 경우가 많았다. 두 나라는 지리적, 경제적, 사회정치적 측면에서 오랜 상호작용의 역사를 지니고 있다. 양국 관계는 종종 긴장과 충돌을 겪기도 했으며, 때로는 단절되거나 소강 상태에 놓이기도 했다.
1720년까지 이란과 러시아 간의 관계는 표면적으로는 대체로 우호적이었으며, 양국은 대등한 수준에서 상호 작용을 이어갔다. 그러나 1720년 이후 표트르 대제의 이란 침공과 러시아 제국의 수립과 함께, 이란 및 캅카스를 대상으로 한 일련의 군사 작전이 시작되었다. 19세기부터 20세기 초까지 러시아 제국은 이란 내에서 억압적인 역할을 수행하며 이란의 발전에 부정적인 영향을 끼쳤고, 이후 대부분의 소련 시기 동안에도 "북쪽의 거대한 이웃"의 그림자는 지속적으로 드리워져 있었다. 소련 붕괴 이후 양국은 대체로 매우 긴밀하고 우호적인 관계를 유지해왔다. 이란과 러시아는 전략적 동맹 관계에 있으며, 아르메니아와 함께 캅카스 지역에서 하나의 축을 형성하고 있다. 또한 시리아와 이라크 내 분쟁에서 군사적 동맹을 맺고 있으며, 아프가니스탄 및 탈소련 중앙아시아 지역에서도 협력 관계를 유지하고 있다. 러시아 연방은 이란의 주요 무기 및 군수품 공급국이기도 하다. 국제사회의 경제 제재로 인해 이란의 교역 상대국이 제한된 가운데, 러시아는 특히 자국의 잉여 석유를 활용한 거래를 중심으로 이란의 핵심 무역 파트너가 되었다. 현재 러시아와 이란은 밀접한 경제적, 군사적 동맹 관계를 맺고 있으며, 양국 모두 서방 국가들로부터 강력한 제재를 받고 있다.
군사적으로 이란은 2007년, 서아시아 국가 중 유일하게 북대서양 조약 기구(NATO)에 대응하는 러시아 주도의 국제 군사 동맹체인 집단안보조약기구(CSTO)로부터 가입 초청을 받은 국가이다. 블라디미르 푸틴은 대통령에 취임하자마자 이란과의 우호 관계 증진을 추구하였고, 이란 및 시리아와의 군사 협력을 심화시켰다. 2015년 푸틴은 시리아 내전에 군사 개입을 명령하였으며, 아사드 정권과 그 이란 동맹 세력을 지원하기 위해 시리아 반군을 대상으로 한 공습 작전을 수행하였다. 이란군은 대부분 이란산 무기와 국내산 군수 장비를 사용하지만, 여전히 일부 무기 체계는 러시아로부터 수입하고 있다. 반대로, 우크라이나 침공 과정에서 이란은 러시아에 드론 기술 및 기타 군사 기술을 지원하였다. 미국 정부 관계자들과 일부 안보 전문가들은 양국이 "완전한 형태의 방위 파트너십"을 형성하였다고 평가하고 있다.
이란은 모스크바에 대사관을, 아스트라한과 카잔에 총영사관을 두고 있다. 러시아는 테헤란에 대사관을, 라슈트와 이스파한에 총영사관을 두고 있다.

## 역사

### 팔라비 제국–소련 관계

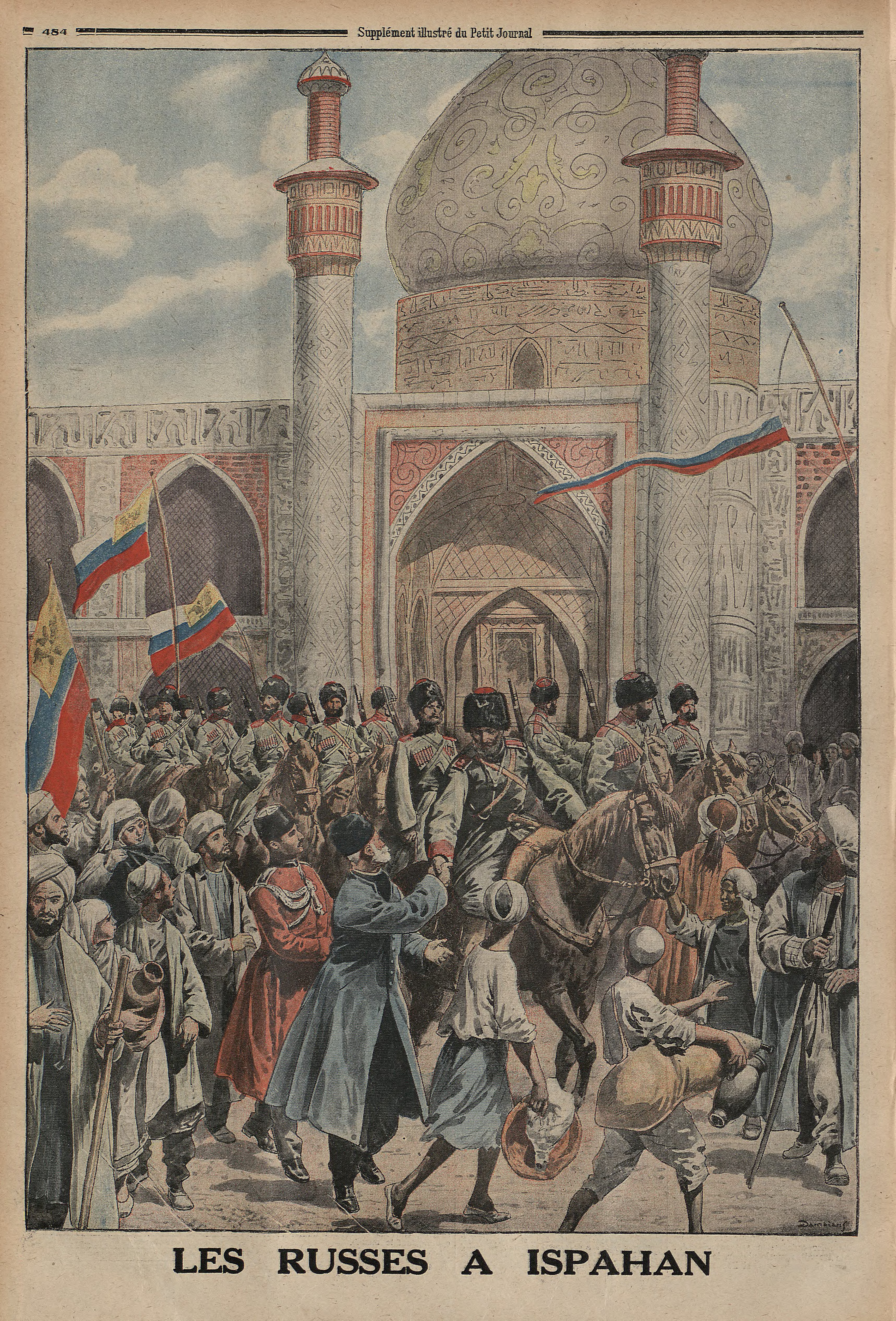
1916년 프랑스 잡지에 실린 "이스파한의 러시아인들"을 보여주는 이미지

1917년 3월의 러시아 혁명 이후, 차르의 제국 군대는 붕괴되었고, 이란 북부 지역에서는 민족주의 및 사회주의 운동이 등장하게 되었다. 11월의 볼셰비키 혁명은 이란 전역에 걸쳐 유사한 영향을 미쳤다. 페르시아 내 제정 러시아의 만연한 존재에 대한 대중의 항의로 인해 나타난 결과 중 하나는, 이란 입헌 혁명을 이어받은 길란의 입헌주의 운동이었다. 이 혁명에 참여한 많은 이들은 캅카스에서 교육받은 이란인들, 캅카스 출신의 직접 이주민들('캅카스 무하지르'로도 불리는), 그리고 같은 시기 인접한 오스만 제국을 상대로 한 작전을 수행하며 아르메니아 혁명 연맹을 결성 중이던 아르메니아인들이었다. 미르자 쿠착 칸이 이끈 길란의 반란은 결국 이란 반군과 러시아 군대 간의 충돌로 이어졌지만, 1917년 10월 혁명으로 인해 방해받게 되었다.
10월 혁명의 결과로 수천 명의 러시아인이 자국을 탈출했으며, 이들 중 다수가 페르시아로 향했다. 이러한 난민들 중 많은 이들이 페르시아 북부에 정착해 자신들만의 공동체를 형성하였고, 그들의 후손 중 상당수가 현재도 이 나라에 거주하고 있다. 페르시아 내 이들 러시아 난민의 주목할 만한 후손으로는 정치 활동가이자 작가인 마리나 네맛과, 어머니가 백계 망명자였던 이란 제왕정 공군 부사령관 나데르 자한바니가 있다.
그러나 러시아의 개입은 1920년, 아제르바이잔 및 캅카스의 볼셰비키 지도자들의 지원을 받은 단명한 페르시아 사회주의 소비에트 공화국의 수립으로 계속되었다. 이 공화국이 붕괴된 후인 1921년 말, 정치 및 경제 관계는 다시 회복되었다. 1920년대에 이르러 소련과 페르시아 간의 무역은 다시 중요한 수준에 도달하였다. 바쿠는 특히 소련과 중동, 특히 페르시아 간의 무역 박람회가 열리는 장소로서 중요한 역할을 했다.
1921년, 영국과 새로운 볼셰비키 정부는 1907년에 이루어진 이란 분할을 뒤집는 협정을 체결하였다. 볼셰비키는 모든 영토를 이란에 반환하였고, 이란은 다시 한 번 카스피해에서의 항해권을 확보하게 되었다. 이란에서 철수하기로 한 이 합의는 1921년의 러시아-이란 우호 조약에 명시되었으나, 이란 영토를 되찾은 것은 카자르 왕조가 레자 샤 대령이 주도한 갑작스러운 쿠데타로부터 보호해주지는 못했다.

### 이란 이슬람 공화국–소련 관계
소련은 1979년 2월, 세계 최초로 이란 이슬람 공화국을 공식 승인한 국가였다. 그러나 1980년부터 1988년까지 이어진 이란-이라크 전쟁 기간 동안, 소련은 이라크의 사담 후세인 정권에 대규모 재래식 무기를 공급하며 사실상 이란 정권에 반대하는 입장을 취했다. 이란이 1982년 7월, 이라크에 대한 전면적인 공격을 검토하던 시점에는, 소련 측이 이를 자제할 것을 경고하기도 했다. 유엔 안전 보장 이사회에서는 휴전과 국제적으로 승인된 국경으로의 복귀를 촉구하는 결의안에 찬성표를 던졌다.  최고지도자 아야톨라 루홀라 호메이니는 이슬람이 소련의 공산주의 이념 (특히 무신론)과 본질적으로 양립할 수 없다고 보았으며, 소련을 "작은 사탄"이라고 부르면서 미국과 소련이 대립한 냉전 구도 어느 쪽에도 가담하지 않겠다는 입장을 밝혔다. 이란-이라크 전쟁 초기에는 이라크가 주로 소련산 무기로 무장하고 있었으며, 이란은 아프가니스탄 전쟁에서 소련에 맞서는 일부 무자헤딘 세력을 은밀히 지원하기도 했다. 그러나 이후 미국이 이란에 대한 무기 금수 조치를 시행하자, 소련은 북한을 통해 이란에 무기를 공급하기 시작하였다.
전쟁이 끝난 1989년, 이란은 소련과 무기 거래를 체결하였다. 이 군사 협약을 통해 이란은 MiG-29와 Su-24를 포함한 최신 러시아제 항공기를 도입할 수 있게 되었다. 이란 공군은 8년간의 이라크 전쟁으로 인해 심각하게 전력 손실을 입었으며, 미국으로부터는 예비 부품이나 신형 항공기를 확보할 수 없는 상황이었기에 해당 장비가 긴급히 필요했다.
1989년 이란 최고지도자 호메이니가 서거하였고, 그의 뒤를 이어 알리 하메네이가 최고지도자 직을 계승하였다.

### 이란 이슬람 공화국–러시아 연방 관계
1991년 12월, 소련이 붕괴된 이후, 러시아 소비에트 연방 사회주의 공화국(RSFSR)의 대통령이었던 보리스 옐친은 러시아 연방의 초대 대통령이 되었으며, 1999년까지 해당 직위를 유지하였다.
옐친 집권기 동안 러시아는 이란을 군수 및 핵기술의 주요 시장이자 미국으로부터 외교 정책 독립성을 주장하는 수단으로 간주하였다. 1990년~1991년 걸프 전쟁 이후, 이란은 걸프 협력 회의(GCC) 동맹을 통한 미국의 군사적 영향력 강화에 대응하여 러시아 군사 지원에 점차 의존하게 되면서 양국 관계가 더욱 긴밀해졌다. 러시아는 소련 시절 체결된 무기 거래를 계승하였고, 1990년대 중반까지 이란의 핵 프로그램 개발에 동의하며, 장기간 지연되었던 부셰르 원자력 발전소 사업 재개 계획을 추진하였다. 또한 양국은 중앙아시아와 캅카스 지역에서 튀르키예의 영향력 확대를 견제하고 아제르바이잔 민족주의를 억제하는 데 협력하였다. 이와 동시에, 이란은 미국 주도의 국제 고립 기조 속에서 러시아의 외교적 지원을 받았다.
옐친은 당초 미국과의 긴밀한 관계를 추구했으나, 국내 비판 세력의 압력으로 독자적인 외교 정책을 입증할 필요가 있었다. 그는 1993년 이란과 체결한 원자력 발전소 계약을 러시아의 자주적인 외교 정책의 증거로 제시하였다. 이 계약은 핵확산 우려로 미국의 비판을 받았으며, 러시아 역시 이를 우려하여 옐친은 원심분리기 기술 이전 계획을 취소하였다.
1995년경 양국은 점차 전략적 동반자 관계로 발전하고 있음을 표명하였다. 제1차 체첸 전쟁과 NATO 확대가 임박한 상황에서 러시아 민족주의자들은 이란을 서방 세력에 대한 균형추로 인식하였다. 또한 협력적인 이란은 러시아 남부의 반군 지원을 차단하는 수단으로 여겨졌다. 1996년 3월, 이란 외교장관 알리 악바르 벨라야티가 모스크바를 방문하여 양국 관계가 역사적 최고조에 이르렀다고 선언하였다. 양국은 NATO 확대에 반대하며 군사 및 경제 협력을 확대하였다. 보도에 따르면, 러시아는 1997년부터 2007년까지 이란에 40억 달러 규모의 무기 및 장비를 판매할 준비가 되어 있었으며, 이는 재정 보증이 전제 조건이었다.
이란과 러시아는 1996년 탈레반의 아프가니스탄 장악이 지역 안정을 위협함에 따라 탈레반에 반대하는 공동의 이해관계를 공유하였다. 극단주의와 마약밀매에 대한 우려는 양국 간 협력을 심화시켰으며, 1999년에는 마약 퇴치를 위한 협정도 체결되었다. 타지키스탄 내전 당시의 공동 노력도 양국 관계를 더욱 견고히 하는 계기가 되었다.
또한 이란과 러시아는 튀르키예의 지역적 야망과 범튀르크주의 이념의 확산 가능성에 대해 경계심을 갖고 있었다.
1997년 5월, 모하마드 하타미가 사회 및 민주 개혁과 경제 변화를 내세운 온건한 노선을 바탕으로 이란 대통령에 당선되었다. 그의 당선은 잠시 동안 미국-이란 관계 개선에 대한 기대를 불러일으켰으나, 1998년 중반 이란 내 반대 세력으로 인해 해당 움직임은 중단되었다. 러시아 정책 입안자들은 이란이 서방 쪽으로 방향을 전환할 경우 자국의 영향력이 약화될 것을 우려하였다. 러시아는 미사일 및 핵 협력과 관련한 미국의 압력에도 불구하고, 부셰르 원자로 사업을 중심으로 이란과의 전략적 관계를 우선시하면서 미국과의 긴장 관계를 조율하였다.
러시아와 이란은 1999년, 바쿠-제이한 송유관과 카스피해 횡단 가스관과 같은 서방 지원 에너지 프로젝트에 대응하기 위해 협력을 심화시켰다. 양국은 장기적으로 카스피해에 대한 이해관계가 달랐지만, 경쟁 프로젝트를 저지하고 지역적 영향력을 강화하기 위해 함께 협력했다.
긴밀한 관계에도 불구하고, 제2차 체첸 전쟁은 양국 관계에 긴장을 초래했다. 당시 이슬람 협력 기구(OIC)를 주도하고 있던 이란은 러시아의 체첸 내 잔혹한 행위를 비난하라는 압력을 받았으나, 이슬람 연대와 러시아와의 전략적 동맹 사이에서 균형을 맞추려 했다. 이란은 러시아의 행동을 비판하고 체첸 난민에게 인도적 지원을 보냈으며, 러시아는 이란이 반군을 지원하고 있다고 비난했지만, OIC의 제한적인 개입은 용인했다. 양측은 긴장을 축소하려 했지만, 이 전쟁은 양국 관계가 점차 냉각되기 시작하는 출발점이 되었다.

## 하메네이-푸틴 시대
블라디미르 푸틴은 2000년 3월, 러시아 대통령으로 선출되어 같은 해 5월 7일에 취임하였다. 이란 정부가 외교 정책을 동방 중심으로 재조정하고 미국의 일방적 제재가 가해지면서, 이란과 러시아 간 협력 관계는 더욱 강화되었다.
2001년 3월, 푸틴 대통령은 모스크바에서 이란 대통령 모하마드 하타미를 접견하였고, 양국 정상은 《관계 기본 요소 및 협력 원칙에 관한 조약》에 서명하였다. 이 조약이 양국 관계를 전략적 동반자로 재정의하지는 않았으나, 정상회담은 양국 관계가 개선되고 있음을 확인하는 계기가 되었으며, 러시아가 미-러 간 다방면 협력 증진을 위한 고어-체르노미르딘 위원회에서 철수하는 시점과 맞물렸다. 이후 약 70억 달러 규모의 무기 거래가 이루어질 길을 닦았다.

### 군사 및 안보 협력
이란 혁명 이전까지 이란의 항공기는 전적으로 서방제였으나, 2000년대 초까지 이란 공군과 민간 항공기 기단은 점차 국산 및 러시아제 항공기로 대체되기 시작했다. 이는 미국과 유럽이 이란에 대한 제재를 지속한 데 따른 결과였다. 2000년부터 2007년 사이 러시아는 이란의 주요 무기 공급국이 되었으며, 이 시기 러시아는 이란 전체 군사 수입의 약 85%를 차지했다. 이 기간 동안 이란은 러시아제 무기의 세 번째로 큰 수입국이었으며, 총 19억 6천만 달러 상당의 무기가 인도되었고 이는 러시아 전체 군수 수출의 5.4%에 해당한다.

### 무역

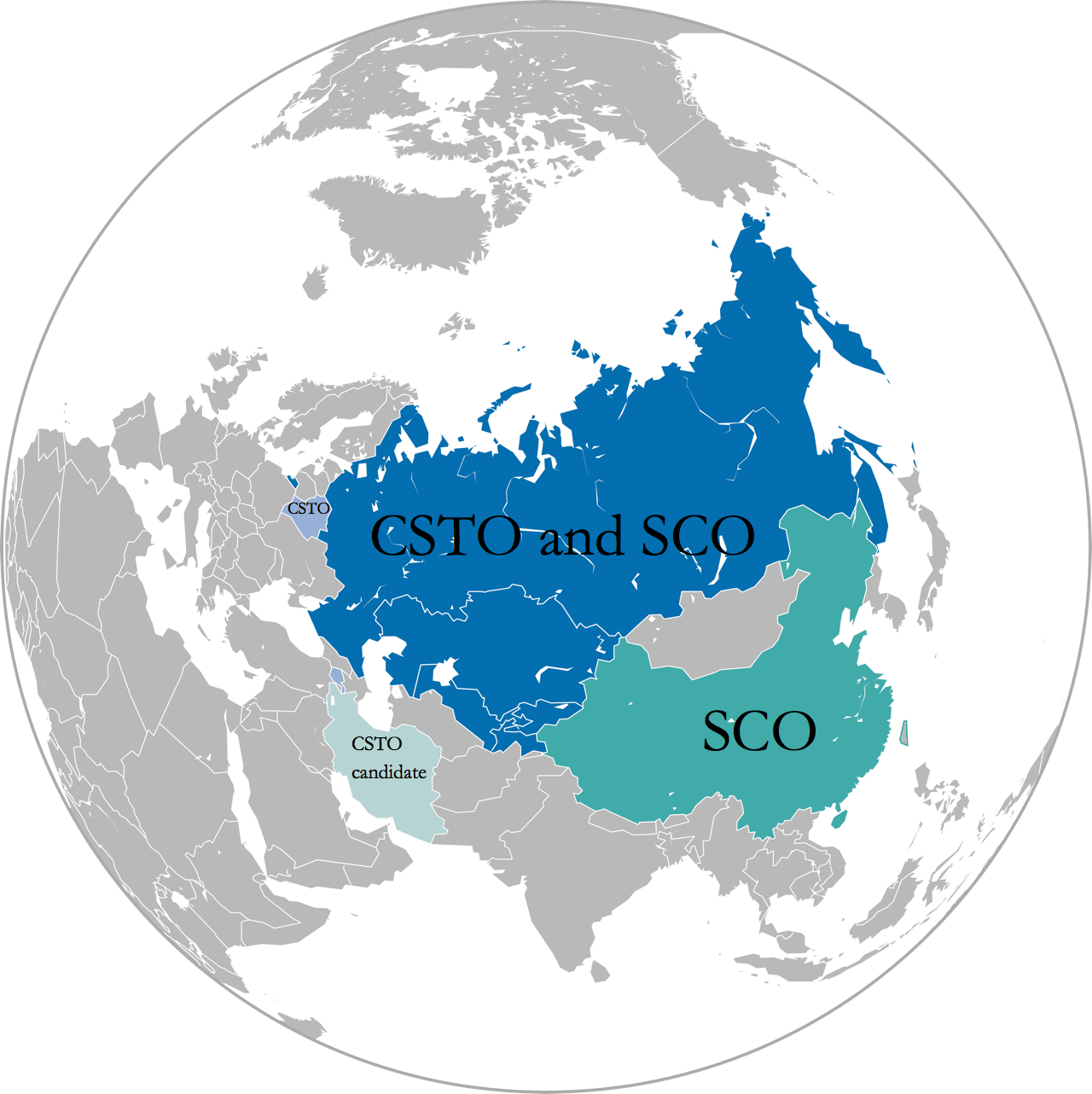
CSTO 가입을 추진하고 있는 이란

러시아와 이란은 중앙아시아에서의 미국의 정치적 영향력을 제한하려는 공동의 이해를 공유하고 있다. 이러한 공통된 이해는 상하이 협력 기구(SCO)가 2005년 이란에 옵서버 지위를 부여하고, 2006년에는 정회원국 지위를 제안하는 계기가 되었다. 이란은 2021년 9월 17일, 정식 회원국 지위를 획득하였다. 모스크바와 베이징은 테헤란의 정회원 가입을 지지하였다.
이란과 러시아는 카타르와 함께 가스 수출국 포럼(GECF)을 공동 창설하였다.
이란과 러시아는 탄화수소 분야에서의 무역 및 협력 외에도, 2009년 1월의 대규모 농업 협정과 2008년 12월의 통신 계약을 포함하여, 에너지 이외의 많은 경제 부문에서 무역 관계를 확대해 왔다. 2010년 7월, 이란과 러시아는 에너지 부문 개발에 대한 협력을 증진하기 위한 협정을 체결했다. 이 협정의 특징에는 공동 석유 거래소의 설립이 포함되며, 이는 하루 최대 1,500만 배럴의 원유 생산으로 전 세계적으로 선도적인 시장이 될 잠재력을 가진다. 가스프롬과 루크오일은 이란의 석유 및 가스 프로젝트 개발에 점점 더 관여하고 있다.
2005년, 러시아는 이란의 일곱 번째로 큰 교역 상대국이었으며, 이란으로 수출되는 전체 수출품 중 5.33%가 러시아에서 기원했다. 양국 간의 무역 관계는 2005년 미화 10억 달러에서 2008년 37억 달러로 증가했다. 자동차, 과일, 채소, 유리, 섬유, 플라스틱, 화학제품, 수제 카펫, 석재 및 석고 제품은 러시아로 수출된 주요 이란산 비석유 제품들 가운데 있었다.
2014년, 미국의 제재를 받고 있던 양국은 새로운 무역 파트너를 모색하면서 러시아와 이란 간의 관계는 증가했다. 두 나라는 2014년 8월, 역사적인 200억 달러 규모의 석유-물물교환 거래를 체결했다.
2021년, 양국 간 무역은 81% 증가하여 기록적인 33억 달러에 달했다.
2021년에 선출된 이란 전 대통령 에브라힘 라이시는 러시아와의 무역을 우선시하는 것으로 보였다. 2022년 초, 라이시는 러시아 측의 초청으로 러시아를 방문했다. 그는 이 방문 중 이란과 러시아 간 20년 협력 협정에 대한 이란의 제안 초안을 전달했다.
2022년 2월, 러시아의 우크라이나 침공 이후, 미국과 기타 국가들은 러시아에 제재를 가했다. 최소한 한 서구 작가의 의견에 따르면, 제재를 피하기 위해 이란과 러시아는 연간 수백억 달러 규모의 무역을 처리하기 위한 "미국 주도의 제재에 의해 금지된 비밀 은행 및 금융 시스템"을 공동으로 구축하고 있을 가능성이 있다.